# Саккони, Анна
Анна Саккони (род. 28 июля 1938) — итальянский филолог-классик и микенолог.

## Биография
Изучала классическую филологию в университете Ла Сапиенца в Риме, где защитила докторскую степень с отличием. Впоследствии была ассистентом на кафедре греческого языка, а с 1975 года — профессором эгейских культур. С 1988 по 2010 год преподавала микенскую филологию на греческом факультете. С 1974 по 1987 год также была директором Иниститута микенских и эгейско-анатолийских исследований (Istituto per gli Studi Micenei ed Egeo-Anatolici). В её обязанности входило редактирование серии публикаций Incunabula Graeca и журнала Studi Micenei ed Egeo-Anatolici. В настоящее время она редактирует журнал Pasiphae и серию Biblioteca di Pasiphae совместно с Луи Годаром. С 1981 года представляет Италию в Международном постоянном комитете микенских исследований (CIPEM). С 2003 года является членом Società Italiana di Glottologia. Также участвовала в издании Studies in Mycenaean Inscriptions and Dialect (Остин, Техас, США).

## Исследования
Микенологическая деятельность Саккони делится на три области: 1) редактирование текстов линейным письмом Б; 2) филологическое и эпиграфическое изучение микенских текстов и изучение связей микенского мира с более поздним эллинским миром I тысячелетия до н. э.; 3) изучение археологического контекста микенских текстов, участие и руководство раскопками на Крите. В первом случае она участвовала в качестве автора и соавтора в редактировании корпуса текстов линейного письма Б из Пилоса, Кносса, Микен и Фив. Ещё одна тема её исследований — отношения между микенским и гомеровским мирами и история микенского мира в целом, в том числе отношения с Древним Ближним Востоком.

## Избранные сочинения
- Corpus delle iscrizioni vascolari in lineare B. Ed. del Ateneo, Rom 1974, (online).
- mit Louis Godart: Les tablettes en linéaire B de Thèbes. Rom 1978 (Incunabula Graeca, LXXI).
- mit John Chadwick, Louis Godart, John T. Killen, Jean-Pierre Olivier, Jannis Athanasiu Sakellarakis (Hrsg.): Corpus of Mycenaean Inscriptions from Knossos. 4 Bde., Cambridge University Press, Cambridge 1987—1999, Auszüge Bd. 1 online, Auszüge Bd. 2 online, Bibliographischer Nachweis Bd. 3, Auszüge Bd. 4 online.
- (Hrsg.): Michael Ventris, Work notes on Minoan language research and other unedited papers. 1988.
- mit Ernesto de Miro, Louis Godart (Hrsg.): Atti e memorie del secondo Congresso internazionale di micenologia Roma-Napoli, 14-20 ottobre 1991. Gruppo editoriale internazionale, Rom 1996.
- mit Vassilis L. Aravantinos, Louis Godart: Thèbes. Fouilles de la Cadmèe. I: Les tablettes en linéaire B de la Odos Pelopidou. Édition et commentaire. Istituti editoriali e poligrafici internazionali, Rom 2001 (Biblioteca di «Pasiphae», Bd. 1).
- mit Vassilis L. Aravantinos, Eleni Andrikou, Louis Godart, Joanita Vroom: Thèbes. Fouilles de la Cadmèe. II.2: Les tablettes en linéaire B de la Odos Pelopidou. Le contexte archéologique, La céramique de la Odos Pelopidou et la chronologie du linéaire B. Istituti editoriali e poligrafici internazionali, Rom 2006 (Biblioteca di «Pasiphae», Bd. 2.2).
- mit Vassilis L. Aravantinos, Louis Godart: Thèbes. Fouilles de la Cadmèe. III: Corpus des documents d’archives en linéaire B de Thèbes (1-433). Istituti editoriali e poligrafici internazionali, Rom 2002 (Biblioteca di «Pasiphae», Bd. 3).